# Leadville North
Leadville North statisztikai település az Amerikai Egyesült Államok Colorado államában, Lake megyében. Lakosainak száma 1892 fő (2020. április 1.).

## Népesség
A település népességének változása:
| Lakosok száma | 1942 | 1794 | 1892 |
|               | 2000 | 2010 | 2020 |